# El Carmen de Chucurí
El Carmen de Chucurí es un municipio de Colombia situado en el departamento de Santander en la Provincia de Yariguíes. Está a 178 km de la capital departamental, Bucaramanga. Su término municipal limita al norte con San Vicente de Chucurí, por el sur con Simacota, al este con Galán y Hato, y por el oeste con Simacota.

## Historia
En este municipio, que era en ese entonces un corregimiento de San Vicente de Chucurí, se llevó a cabo en 1966 el Combate de Patio Cemento, entre la V Brigada del Ejército de Colombia y la naciente guerrilla del ELN, resultando muerto el sacerdote Camilo Torres, integrado en la guerrilla unos meses atrás.

## División Político-Administrativa
Además de su Cabecera municipal. El Carmen de Chucurí tiene bajo su jurisdicción los siguientes Centros poblados:
- Angosturas de Los Andes
- El Centenario
- El Veintisiete
- La Explanación
- Santo Domingo del Ramo